# Campionati di flag football in Asia
In Asia si giocano regolarmente campionati di flag football dagli anni '90 del XX secolo.

## Elenco

### Campionati nazionali

#### Maschili/Misti

##### Outdoor
| Stato         | Massima serie | Nome della finale | Prima edizione | Ultima edizione | Edizioni giocate | Maggiori vittorie                                                         | Numero vittorie | Maggiori partecipazioni | Partecipazioni | Campione in carica/Ultimo vincitore |
| ------------- | ------------- | ----------------- | -------------- | --------------- | ---------------- | ------------------------------------------------------------------------- | --------------- | --- | -------------- | ----------------------------------- |
| Corea del Sud |               |                   |                |                 |                  |                                                                           |                 | |                |                                     |
| Filippine     |               |                   |                |                 |                  |                                                                           |                 | |                |                                     |
| Giappone      |               |                   |                |                 |                  |                                                                           |                 | |                | (2016)                              |
| Giordania     |               |                   |                |                 |                  |                                                                           |                 | |                | (2016)                              |
| Indonesia     | Major League  | Senayan Bowl      | 2008-09        |                 | 8                | Sixers 2 (2009-10, 2010-11), Bombshells 1 (2014-15), Fielders 1 (2008-09) |                 | Sixers 5 (2008-09, 2009-10, 2010-11, 2013-14, 2015-16), Fielders 4 (2008-09, 2009-10, 2010-11, 2011-12), Spartans 2 (2014-15, 2015-16) Bombshells 2 (2013-14, 2014-15), Phoenix 1 (2011-12) |                | (2015-16)                           |
| Kuwait        |               |                   | 2015           |                 | 2                |                                                                           |                 | |                | (2016)                              |
| Mongolia      |               | Independence Bowl | 2011           |                 |                  |                                                                           |                 | |                | (2016)                              |
| Qatar         |               |                   |                |                 |                  | Doha Chargers (2013)                                                      |                 | Doha Chargers (2013) |                | (2016)                              |
| Thailandia    | TFFL          |                   | 2015-16        |                 | 1                | Oldgods                                                                   | 1               | Oldgods, Chaopraya | 1              | Oldgods (2015-16)                   |

##### Beach
| Stato  | Massima serie | Nome della finale | Prima edizione | Ultima edizione | Edizioni giocate | Maggiori vittorie | Numero vittorie | Maggiori partecipazioni | Partecipazioni | Campione in carica/Ultimo vincitore |
| ------ | ------------- | ----------------- | -------------- | --------------- | ---------------- | ----------------- | --------------- | ----------------------- | -------------- | ----------------------------------- |
| Kuwait |               |                   | 2016           |                 | 1                |                   | 1               |                         | 1              | (2016)                              |

### Coppe nazionali

#### Maschili
| Stato  | Nome | Prima edizione | Ultima edizione | Edizioni giocate | Maggiori vittorie | Numero vittorie | Maggiori partecipazioni | Partecipazioni | Campione in carica/Ultimo vincitore |
| ------ | ---- | -------------- | --------------- | ---------------- | ----------------- | --------------- | ----------------------- | -------------- | ----------------------------------- |
| Kuwait |      | 2016           |                 | 1                |                   | 1               |                         | 1              | (2016)                              |

### Campionati internazionali
| Nome                                      | Nome della finale | Prima edizione | Ultima edizione | Edizioni giocate | Maggiori vittorie                                                          | Numero vittorie | Maggiori partecipazioni | Partecipazioni | Ultimo vincitore         |
| ----------------------------------------- | ----------------- | -------------- | --------------- | ---------------- | -------------------------------------------------------------------------- | --------------- | --- | -------------- | ------------------------ |
| IFAF Asia Flag Football Club Championship |                   | 2011           |                 | 3                | Bangkok Flag Football Club, Ichikawa Riverside Gamblers, Elite Philippines | 1               | Bangkok Flag Football Club, Ichikawa Riverside Gamblers, Elite Philippines, Ewoo Ligers, Bangkok Droids, Uegihara Warriors | 1              | Elite Philippines (2016) |